# Nymula labdacus
Nymula labdacus är en fjärilsart som beskrevs av Frederick DuCane Godman och Osbert Salvin 1886. Nymula labdacus ingår i släktet Nymula och familjen Riodinidae. Inga underarter finns listade i Catalogue of Life.